# آوریل ۲۰۰۸
۲۰۰۸
ژانویه
فوریه
مارس
آوریل
مه
ژوئن
ژوئیه
اوت
سپتامبر
اکتبر
نوامبر
دسامبر
آوریل ۲۰۰۸ یکی از ماه‌های ۲۰۰۸ (میلادی) است.

## ۱ آوریل ۲۰۰۸
- کمبود روادید برای نیروهای متخصص آمریکا

عرضه روادید کار به نیروهای متخصص خارجی در آمریکا بسیار کمتر از تقاضا و نیاز شرکتهای آمریکایی است. واشینگتن پست
- ژول ورن کارایی خود را نشان داد

اولین مدل فضاپیمای ترابری خودکار موسوم به ژول ورن با انجام مانورهای دقیقی در کنار ایستگاه فضایی بین‌المللی، کارایی خود را به نمایش گذاشت. بی‌بی‌سی، وبلاگ ژول ورن (سازمان فضایی اروپا)
- ایران و اسرائیل دارای منفی‌ترین وجهه جهانی هستند

بر اساس نظرسنجی بی‌بی‌سی، ایران و اسرائیل دارای منفی‌ترین وجهه، و ژاپن و آلمان محبوب‌ترین کشورهای جهان هستند. بی‌بی‌سی فارسی

## ۲ آوریل ۲۰۰۸
- سازمان سیا از تکنولوژی شرکت گوگل استفاده می‌کند.

سازمان‌های اطلاعاتی آمریکا مانند آژانش امنیت ملی از فن‌آوری‌های اطلاعاتی گوگل برای توسعه و پشتیبانی سیستم‌های اطلاعاتی و امنیتی خود استفاده می‌کنند. روزنامه تایمز

## ۳ آوریل ۲۰۰۸
- نشست رسمی ناتو در بخارست گشایش یافت

نشست سران کشورهای عضو پیمان آتلانتیک شمالی (ناتو) (در تصویر) ،به صورت رسمی در بخارست طی مراسم شام رسمی رهبران گشایش یافت.بی‌بی‌سی
- سومین دوره مسابقات بین‌المللی روبوکاپ ‪ ۲۰۰۸‬در قزوین آغاز شد

سومین دوره مسابقات بین‌المللی روبوکاپ آزاد ۲۰۰۸ ایران روز پنجشنبه با حضور رییس دانشگاه آزاداسلامی، نایب رییس فدراسیون جهانی مسابقات روبوکاپ، جمعی از مسوولان اجرایی مسابقات ربوکاپ و مدیران اجرایی استان قزوین در دانشگاه آزاد اسلامی آغاز شد.ایرنا ،سایت مسابقات

## ۴ آوریل ۲۰۰۸
- اولین پرواز هواپیمای هیدرژنی جهان

شرکت بوئینگ آمریکا اولین هواپیمای سرنشین دار با سوخت هیدرژن را در اسپانیا به پرواز در آورد. بی‌بی‌سی روزنامه استار فینیکس
- پوتین: ایران تهدیدی محسوب نمی‌شود

ولادیمیر پوتین رئیس جمهور روسیه در جریان گردهمایی کشورهای عضو پیمان ناتو گفت که ایران تهدیدی برای آمریکا محسوب نمی‌شود و بجای منزوی کردن ایران باید کوشید تا با همکاری مشترک به شفافیت و قابل پیش‌بینی بودن ایران کمک کنیم. سی‌ان‌بی‌سی، وبگاه رسمی ریاست جمهوری روسیه، پرس تی‌وی

## ۵ آوریل ۲۰۰۸
- ثمین باغچه‌بان درگذشت

ثمین باغچه‌بان آهنگساز، مولف و مترجم ایرانی بر اثر عارضه قلبی در استانبول ترکیه درگذشت. بی‌بی‌سی فارسی
- چارلتون هستون درگذشت

چارلتون هستون، هنرپیشهٔ آمریکایی فیلم‌هایی همچون بن هور، در بورلی هیلز درگذشت. بی‌بی‌سی فارسی
- قتل کشیش عراقی

یک کشیش عراقی در یک منطقه شیعه نشین عراق به ضرب گلوله کشته شد. بی بی سی فارسی

## ۶ آوریل ۲۰۰۸
- دیدار خداحافظی بوش و پوتین در روسیه

رهبران آمریکا و روسیه، به چارچوب موافقتنامه‌ای برای حل اختلافات خود درباره برنامه واشنگتن برای سیستم دفاع موشکی اروپا دست یافته‌اند.بی‌بی‌سی فارسی

## ۸ آوریل ۲۰۰۸
- حسین موسویان به حبس تعلیقی محکوم شد

دادگاه انقلاب تهران حسین موسویان، مذاکره‌گر سابق هسته‌ای ایران را به ۲ سال حبس تعلیقی و ۵ سال محرومیت از مشاغل دولتی محکوم کرده‌است.بی‌بی‌سی
- خدیجه مقدم فعال کمپین یک میلیون امضا در تهران بازداشت شد

در گفتگوی کوتاهی که با وی شد دلیل بازداشتش را برگزاری مهمانی‌ها و نشست‌های اعضای کمپین در منزلش ذکر کرد (با اتهام اقدام علیه امنیت ملی با وثیقه ۱۰۰ میلیون تومانی). او از برخورد خشن ماموران شکایت داشت. تغییر برای برابری - رادیوزمانه
- نصب شش هزار سانتریفوژ در نطنز آغاز شد

رئیس جمهور ایران از آغاز مرحله نصب شش هزار سانتریفوژ جدید در تاسیسات غنی سازی اورانیوم خبر داد. بی‌بی‌سی فارسی

## ۹ آوریل ۲۰۰۸
- دیدار سناتور کالیفرنیا با ایرانیان در آمریکا

سناتور دایان فاینستاین در یک سخنرانی در شورای ملی ایرانیان آمریکا اعلام بر ضرورت دیپلماسی بدون شرط با ایران تاکید کرد. خبرگزاری NIAC

## ۱۰ آوریل ۲۰۰۸
- درخواست پارلمان اروپا برای تحریم افتتاحیه المپیک

پارلمان اروپا با تصویب قطعنامه‌ای از رهبران کشورهای عضو این اتحادیه خواسته‌ است در صورت عدم آغاز گفتگوها میان دولت چین و دالایی لاما، رهبر روحانی و رئیس دولت در تبعید تبت، تحریم مراسم افتتاحیه المپیک ۲۰۰۸ پکن را که در ماه اوت برگزار می‌شود مد نظر قرار دهند.بی‌بی‌سی

## ۱۱ آوریل ۲۰۰۸
- رئیس دفتر مقتدی صدر در نجف کشته شد

سید ریاض نوری، شوهر خواهر مقتدی صدر روحانی تندرو شیعه عراقی و مدیر دفتر او در نجف، به ضرب گلوله در این شهر کشته شد.بی‌بی‌سی

## ۱۲ آوریل ۲۰۰۸
- عباس کاتوزیان نقاش ایرانی درگذشت

عباس کاتوزیان نقاش ایرانی شامگاه جمعه ۲۳ فروردین بر اثر کهولت سن، در سن ۸۵ سالگی در منزلش درتهران درگذشت.بی‌بی‌سی فارسی
- انفجار در یک حسینیه در مرکز شهر شیراز

انفجار یک بمب در حسینیه‌ای در شیراز بعد از نماز مغرب و عشا تعدادی کشته و زخمی برجای گذاشت. خبرگزاری فارس
- نویسنده چک برنده جایزه ادبی کافکا شد

آرنوست لوستیگ، نویسنده یهودی چک، برنده هشتمین دوره جایزه ادبی فرانتس کافکا شده‌است.آرنوست لوستیگ، نویسنده یهودی چک، برنده هشتمین دوره جایزه ادبی فرانتس کافکا شده‌است.بی‌بی‌سی فارسی و کتاب نیوز
- نتایج اولیه انتخابات نپال

بر اساس نتایج اولیه انتخابات نپال، نامزد مائویست‌های کشور در حوزه یک انتخاباتی کاتماندو، پایتخت، کمتر از ۴۰۰۰ رای کسب کرده‌است.بی‌بی‌سی

## ۱۴ آوریل ۲۰۰۸
- درگذشت «پدر سیاهچال ها»

جان ویلر، فیزیکدان و مبدع واژهٔ «سیاهچاله» در سن ۹۶ سالگی در ایالت نیوجرزی آمریکا درگذشت. وال استریت ژورنال خبرگزاری کانادا

## ۱۵ آوریل ۲۰۰۸
- بازگشت برلوسکونی به قدرت

سیلویو برلوسکونی غول رسانه‌ای ایتالیا برای سومین بار در این کشور به قدرت رسید. رادیو زمانه
- پوتین رهبر حزب حاکم روسیه شد

ولادیمیر پوتین که واپسین هفته‌های ریاست جمهوری خود را در روسیه می‌گذراند به رهبری حزب روسیه واحد، بزرگترین حزب سیاسی روسیه انتخاب شد. بی‌بی‌سی فارسی
- ده‌ها کشته در سه انفجار بمب در عراق

پلیس عراق می‌گوید انفجار بمب در شهرهای بعقوبه، رمادی و بغداد موجب کشته شدن دست کم هفتاد نفر و زخمی شدن عده زیادی شده‌است. بی‌بی‌سی فارسی
- ایران و چین در صدر کشورهای با بیشترین تعداد اعدام

بر طبق گزارش منتشرهٔ سازمان عفو بین‌الملل، جمهوری اسلامی ایران در سال گذشته با ۳۱۷ مورد اعدام، پس از چین در رده دوم کشورهای اعدام کنندهٔ جهان قرار گرفت. بلومبرگ، صدای آمریکا

## ۱۶ آوریل ۲۰۰۸
- آلی جانستون درگذشت

آلی جانستون، خالق شماری از به یاد ماندنی ترین شخصیت‌های کارتونی والت دیسنی، مانند «سفید برفی و هفت کوتوله»، «پینوکیو» و «بمبی» درگذشت.بی‌بی‌سی
- دیدار تاریخی پاپ از کاخ سفید

هزاران نفر میهمان در کاخ سفید، از پاپ بندیکت شانزدهم، که برای دیدار با جورج بوش به آنجا رفته‌است، استقبال کردند.بی‌بی‌سی

## ۱۷ آوریل ۲۰۰۸
- هشدار هیلاری کلینتون به ایران

هیلاری کلینتون نامزد انتخابات ریاست جمهوری آمریکا در یک سخنرانی در فیلادلفیا اظهار کرد: «ایرانیان بدانند، ما نه تنها از اسرائیل، بلکه از هر کشوری که در زیر چتر حمایت ما در منطقه باشد، در برابر خطر و حملهٔ ایران بشدت عکس العمل نشان خواهیم داد.» ها آرتص، تلویزیون السومریه

## ۱۸ آوریل ۲۰۰۸
- سخنرانی پاپ در مجمع عمومی سازمان ملل

پاپ بندیکت شانزدهم، رهبر کاتولیک‌های  جهان، در سخنرانی خود در مجمع عمومی سازمان ملل در نیویورک از رهبران جهان خواست بحران های جهانی را به همراه یکدیگر حل کنند. بی‌بی‌سی فارسی
- هشدار القاعده در مورد امکان تفاهم میان ایران و آمریکا

در پیام صوتی تازه‌ای منسوب به ایمن ظواهری، مرد شماره دو شبکه القاعده، نسبت به دستیابی ایران و آمریکا به تفاهمی بر سر تقسیم قدرت در منطقه خاورمیانه هشدار داده شده است. بی‌بی‌سی فارسی

## ۱۹ آوریل ۲۰۰۸
- رکورد جدید بهای نفت

در پی اخلال در تاسیسات نفتی نیجریه، بهای نفت عصر روز جمعه به ۱۱۷ دلار رسید.رادیو فردا

## ۲۰ آوریل ۲۰۰۸
- ایران حادثه یازده سپتامبر را مشکوک می داند

سخنگوی وزارت امور خارجه ایران بدنبال حمایت از سخنان اخیر محمود احمدینژاد، حادثه یازدهم سپتامبر ۲۰۰۱ آمریکا را «مشکوک» دانست. وزارت امور خارجه ایالات متحده آمریکا ادعاهای احمدی نژاد را محکوم، و وی را «گمراه» خواند. بی بی سی، خبرگزاری فرانسه
- نیروی انتظامی اتهامات سردار زارعی را «شخصی» خواند

اسماعیل احمدی مقدم، فرمانده نیروی انتظامی جمهوری اسلامی ایران، اتهامات وارده بر سردار رضا زارعی، فرمانده سابق پلیس استان تهران را «موضوعی شخصی» عنوان کرد. رادیو فردا

## ۲۱ آوریل ۲۰۰۸
- وام صد میلیاردی دولت به بانک‌های بریتانیایی

بانک انگلستان (بانک مرکزی بریتانیا)، اعلام کرد که با هدف کاهش محدودیت‌های کنونی در بخش اعتبارات بانکی حداقل مبلغ صد میلیارد دلار در اختیار شبکه بانکی قرار می‌دهد. بی‌بی‌سی فارسی
- توقیف محموله نیروگاه بوشهر در مرز آذربایجان

مسئولان گمرک و مرزی جمهوری آذربایجان، محموله‌ای از عایق‌های حرارتی را که از روسیه برای نیروگاه اتمی بوشهر در ایران ارسال می‌شد، را توقیف کردند. رادیو زمانه

## ۲۲ آوریل ۲۰۰۸
- اتیوپی روابطش را با قطر قطع کرد

دولت اتیوپی اعلام کرد که روابطش را با دولت قطر قطع می‌کند و این کشور حاشیه خلیج فارس را منشاء بی‌ثباتی در شاخ آفریقا توصیف کرد. بی‌بی‌سی فارسی
- هشدار کلینتون به ایران

هیلاری کلینتون در آستانه انتخابات نامزدی ریاست جمهوری در پنسیلوانیا به ایران هشدار داد در صورت حمله ایران به اسرائیل، «ایران را کاملاً ویران خواهیم کرد». AFP، بی‌بی‌سی فارسی
- انتقاد وزیر برکنارشده دارایی از سیاست‌های احمدی‌نژاد

داوود دانش جعفری که به حکم محمود احمدی‌نژاد از مقام وزارت امور اقتصاد و دارایی ایران برکنار شده، در مراسم خداحافظی خود از این وزارتخانه به انتقاداتی تند از سیاست‌های اقتصادی رئیس جمهور ایران پرداخت. بی‌بی‌سی فارسی

## ۲۳ آوریل ۲۰۰۸
- کلینتون «برنده» انتخابات در پنسیلوانیا

بر اساس نتایج اولیه شمارش آراء انتخابات مقدماتی حزب دموکرات در ایالت پنسیلوانیای آمریکا، هیلاری کلینتون بر باراک اوباما پیروز شده است. بی‌بی‌سی فارسی، رادیو فردا
- سازمان ملل متحد: «۳۰۰هزار کشته در دارفور»

رئیس اداره امور انسانی سازمان ملل متحد اعلام کرد که در اثر مناقشه دارفور در غرب سودان در حدود ۳۰۰هزار نفر جان خود را از دست داده‌اند. بی‌بی‌سی فارسی
- وزير دفاع آمريکا: «ایران با شتاب هر چه تمامتر در پی ساخت بمب اتمی است»

رابرت گيتس، وزير دفاع آمريکا در سخنرانی در دانشکده نظامی «وست پوينت» گفت که «ايران با شتاب هر چه تمامتر در پی دستيابی به بمب اتمی است». رادیو فردا
- تحریم سوئیس علیه ایران

سوئیس دارایی های ۱۲ شرکت ایرانی را به بهانهٔ دستورات تحریمی شورای امنیت سازمان ملل علیه ایران، ضبط و مصادره نمود. AFP

## ۲۴ آوریل ۲۰۰۸
- امدادرسانی به باریکه غزه متوقف شد

سازمان ملل متحد فعالیت‌های امدادرسانی به ساکنان باریکه غزه را به خاطر تمام شدن ذخیره سوخت خود متوقف کرده‌است.بی‌بی‌سی
- موفقیت مائوئیست‌ها در انتخابات نپال

با خاتمه شمارش آرا در انتخابات نپال، حزب کمونیست نپال بیشترین شمار کرسی‌ها را در مجلس موسسان این کشور کسب کرده و وعده داده‌است که نظام سلطنتی این کشور را ملغی خواهد کرد. بی‌بی‌سی فارسی
- اخراج ایران از نمایشگاه نظامی در مالزی

دولت مالزی، شرکت‌های سازمان صنایع دفاع ایران را به دلیل نمایش تسلیحات موشکی و آنچه تخطی از قطعنامه شورای امنیت سازمان ملل متحد خوانده، از نمایشگاه بین‌المللی صنایع دفاعی اخراج کرد بی‌بی‌سی فارسی، رادیو زمانه، رادیو فردا
- بشار اسد دریافت پیام از اسرائیل را تایید کرد

بشار اسد رئیس جمهوری سوریه اعلام کرد: «پیام اسرائیل مبنی بر آمادگی آن کشور برای پس دادن بلندی‌های جولان در برابر توافق صلح میان دو طرف را از طریق دولت ترکیه دریافت کرده‌است. رادیو فردا

## ۲۵ آوریل ۲۰۰۸
- انتشار تصاویر محرمانه تاسیسات اتمی سوریه

سازمان اطلاعات مرکزی آمریکا (سیا)، تصاویری را در اختیار خبرنگاران قرار داده است که نشان می دهد سوریه در حال تکمیل یک راکتور هسته ای محرمانه بوده است. بی‌بی‌سی فارسی
- پیشنهاد آتش بس حماس در غزه

گروه فلطسینی حماس خواستار یک دوره شش ماهه آتش بس در باریکه غزه شده است و می گوید در صورت موفقیت آمیز بودن این طرح آن را در کرانه باختری رود اردن هم به اجرا خواهد گذاشت. بی‌بی‌سی فارسی
- ۲۵٪ دانشجویان با مشروبات الکلی مشکلی ندارند

بر طبق یک نظر سنجی از دانشجویان ۱۸-۲۴ سال در ایران، ۲۵٪ شرکت کنندگان در نظرسنجی با مصرف نوشیدنی‌های الکلی مشکلی ندارند. AFP

## ۲۶ آوریل ۲۰۰۸
- درگیری خونین انتخاباتی در ایوان غرب

در پی اعلام نتایج دور دوم انتخابات مجلس شورای اسلامی در شهر ایوان غرب در استان ایلام به تظاهرات و درگیری شدیدی انجامیده که طی آن تعدادی کشته و زخمی شده‌اند. بی‌بی‌سی فارسی
- کارگردان ترک‌تبار، جایزه بهترین فیلم آلمان را ربود

چهار جایزه اصلی جشنواره آکادمی سینمایی آلمان، به انضمام جایزه بهترین فیلم سال ۲۰۰۷ به فیلم «در طرف دیگر (فیلم)» ساخته فاتح اکین سینماگر ترک‌تبار آلمانی تعلق گرفت. این فیلم به «لبه بهشت» یا «لبه زندگی» هم خوانده شده است. بی‌بی‌سی فارسی
- «بیش از ۳۰ درصد ایرانیان، ماهواره نگاه می‌کنند»

وزیر آموزش و پرورش جمهوری اسلامی ایران از استفاده یک‌سوم ایرانیان داخل کشور از شبکه‌های تلویزیونی ماهواره‌ای خبر داد. وی هم‌چنین از «بلوتوث» به عنوان «یک مشکل در جامعه امروزی ایران» یاد کرد. رادیو زمانه

## ۲۷ آوریل ۲۰۰۸
- ترور ناموفق حامد کرزای

حامد کرزای، رئیس جمهور افغانستان توسط گروهی از شبه نظامیان طالبان که خود را در لباس محافظانش به وی نزدیک کرده بودند، ترور شد. وی از این حمله جان سالم بدر برد. بی‌بی‌سی انگلیسی ،بی‌بی‌سی فارسی

## ۲۸ آوریل ۲۰۰۸
- اعتراف مرد اتریشی به داشتن هفت فرزند با دخترش

یک مرد ۷۳ ساله اتریشی به حبس دخترش برای ۲۴ سال در زیرزمین خانه و داشتن هفت بچه از او اعتراف کرده‌است. بی‌بی‌سی فارسی، رویترز
- بیش از هفتاد کشته در برخورد دو قطار در چین

خبرگزاری‌های رسمی چین گزارش داده‌اند برخورد شدید دو قطار در شرق چین دست کم هفتاد کشته و چهارصد زخمی بر جای گذاشته است که حال بسیاری از مجروحان وخیم است. بی‌بی‌سی فارسی
- دعوت رسمی فدراسیون فوتبال آمریکا از تیم ملی فوتبال ایران

فدراسیون فوتبال ایالات متحده آمریکا رسما از تیم ملی فوتبال ایران جهت برگزاری چند دیدار دوستانه در آمریکا دعوت بعمل آورد. پرس تی وی

## ۲۹ آوریل ۲۰۰۸
- اعتصاب غذای دانشجویان در تبریز

بنابر ادعای دانشجویان دانشگاه سهند تبریز نوزده تن از دانشجویان اعتصابی ابن دانشگاه بر اثر اعتصاب غذای ممتد به بیمارستان منتقل شده، دو تن از ایشان دچار تشنج شده و یکی از دانشجویان دختر تا پای مرگ پیش رفته است. بی‌بی‌سی فارسی، رادیو فردا
- کوبا اجرای حکم اعدام را متوقف کرد

رائول کاسترو، رهبر جدید کوبا، همراه با اعلام رعایت برخی آزادی های فردی، دستور داده اجرای احکام اعدام متوقف شود. بی‌بی‌سی فارسی

## ۳۰ آوریل ۲۰۰۸
- افغانستان: ترور کرزی در پاکستان طراحی شده بود

امرالله صالح رئیس امنیت ملی افغانستان، مدعی شد که توطئه ترور حامد کرزی، در پاکستان طراحی شده بود. بی‌بی‌سی فارسی
- اعتراض اعضای پارلمان بحرین به اجرای کنسرت هیفا وهبی

تمامی اعضای پارلمان اسلام‌گرای بحرین به غیر از یک نماینده خواهان برهم خوردن اجرای کنسرت هیفا وهبی، خوانننده شیعه لبنانی در کشور بحرین شدند. بی‌بی‌سی